# Nati nel 1985/Febbraio
| Questa pagina contiene informazioni ricavate automaticamente dalle voci biografiche con l'ausilio del template Bio e di un bot. L'aggiornamento è periodico e automatico e ricostruisce completamente la pagina. Se manca una persona in questa lista, sei pregato di non aggiungerla, ma accertati piuttosto che la sua voce biografica contenga il template Bio e che i dati anagrafici siano correttamente compilati. Se il template Bio manca, inseriscilo tu stesso o, in alternativa, metti l'avviso {{tmp\|Bio}} che ne segnala la mancanza. Se i dati riportati sono sbagliati, correggi direttamente la voce biografica; le modifiche saranno visibili in questa lista entro pochi giorni. Per chiarimenti vedi il progetto biografie. La lista contiene solo le 463 persone che sono citate nell'enciclopedia e per le quali è stato implementato correttamente il template Bio. Pagina aggiornata al 18 ago 2025. |

- 1º febbraio - Carlos Alcántara, calciatore spagnolo
- 1º febbraio - Radoslav Anev, ex calciatore bulgaro
- 1º febbraio - Nikita Baženov, ex calciatore russo
- 1º febbraio - Windell Gabriel, ex calciatore costaricano
- 1º febbraio - Mounir Hamoud, calciatore marocchino († 2024)
- 1º febbraio - Martin Husár, calciatore slovacco
- 1º febbraio - Asmaa Mahfouz, attivista egiziana
- 1º febbraio - Antonino Monteleone, giornalista e conduttore televisivo italiano
- 1º febbraio - Sílvio Carlos de Oliveira, ex calciatore brasiliano
- 1º febbraio - David Ousted, ex calciatore danese
- 1º febbraio - Dmitrij Petrov, schermidore russo
- 1º febbraio - Aleksandar Radomir Petrović, ex calciatore serbo
- 1º febbraio - Giulia Sagramola, fumettista, illustratrice e blogger italiana
- 1º febbraio - Karine Sergerie, taekwondoka canadese
- 1º febbraio - Shellback, produttore discografico e musicista svedese
- 1º febbraio - Dean Shiels, allenatore di calcio e ex calciatore nordirlandese
- 1º febbraio - Tasya Teles, attrice canadese
- 1º febbraio - Türkü Turan, attrice e cantante turca
- 1º febbraio - Ruslan Əmircanov, ex calciatore azero
- 2 febbraio - Morris Almond, ex cestista statunitense
- 2 febbraio - Vincent Angban, ex calciatore ivoriano
- 2 febbraio - Massoud Azizi, velocista afghano
- 2 febbraio - Gastón Bueno, calciatore uruguaiano
- 2 febbraio - Richard Chaplow, allenatore di calcio e ex calciatore inglese
- 2 febbraio - Francis De Greef, ex ciclista su strada belga
- 2 febbraio - Paolo Dellafiore, allenatore di calcio e ex calciatore italiano
- 2 febbraio - Daniel Fischer, allenatore di sci alpino e ex sciatore alpino tedesco
- 2 febbraio - Melody Gardot, cantante statunitense
- 2 febbraio - Mario Grgurović, ex calciatore croato
- 2 febbraio - Sheroma Hodge, modella anglo-verginiana
- 2 febbraio - Kim Ji-hyeon, ex cestista sudcoreana
- 2 febbraio - Lenka Marušková, tiratrice a segno ceca
- 2 febbraio - Fernando Miguel Kaufmann, calciatore brasiliano
- 2 febbraio - Deme N'Diaye, ex calciatore senegalese
- 2 febbraio - Dennis Oliech, ex calciatore keniota
- 2 febbraio - Milan Rašić, pallavolista serbo
- 2 febbraio - Martín Rolle, ex calciatore argentino
- 2 febbraio - Igor' Ševčenko, ex calciatore russo
- 2 febbraio - Toshiyuki Tanaka, cavaliere giapponese
- 2 febbraio - Flavia Tartaglini, ex velista italiana
- 2 febbraio - Silvestre Varela, allenatore di calcio e ex calciatore portoghese
- 3 febbraio - Oleksandr Alijev, allenatore di calcio e ex calciatore ucraino
- 3 febbraio - Fabrizia D'Ottavio, ex ginnasta italiana
- 3 febbraio - Justin Doellman, ex cestista statunitense
- 3 febbraio - Anthony Harris, ex cestista statunitense
- 3 febbraio - Andrėj Kascicyn, hockeista su ghiaccio bielorusso
- 3 febbraio - Filip Lukšík, allenatore di calcio e calciatore slovacco
- 3 febbraio - Vânia Fernandes, cantante portoghese
- 3 febbraio - Brendan Roberts, pilota motociclistico australiano
- 4 febbraio - Bashy, musicista e attore britannico
- 4 febbraio - Luis Cequeira, cestista argentino
- 4 febbraio - Éder Luís, ex calciatore brasiliano
- 4 febbraio - Bug Hall, attore statunitense
- 4 febbraio - Katarzyna Krężel, ex cestista polacca
- 4 febbraio - Trent McClenahan, calciatore australiano
- 4 febbraio - Fredrik Olsson, ex calciatore svedese
- 4 febbraio - Ignacio Piatti, ex calciatore argentino
- 4 febbraio - Clément Pinault, calciatore francese († 2009)
- 4 febbraio - Mariee Sioux, cantautrice statunitense
- 5 febbraio - Ramel Bradley, ex cestista statunitense
- 5 febbraio - Jamie Brewer, attrice statunitense
- 5 febbraio - Fabien Farnolle, ex calciatore francese
- 5 febbraio - Vicki Chase, attrice pornografica statunitense
- 5 febbraio - Cristiano Ronaldo, calciatore portoghese
- 5 febbraio - Francesco De Biasio, hockeista su ghiaccio italiano
- 5 febbraio - Rudy Haddad, ex calciatore francese
- 5 febbraio - Crystal Hunt, attrice statunitense
- 5 febbraio - Stefan Iten, ex calciatore svizzero
- 5 febbraio - Lloyd Johansson, rugbista a 15 australiano
- 5 febbraio - Laurence Maroney, ex giocatore di football americano statunitense
- 5 febbraio - Lucia Mazzotti, ex sciatrice alpina italiana
- 5 febbraio - Pentagón Jr., wrestler messicano
- 5 febbraio - Renata Pliś, mezzofondista polacca
- 5 febbraio - Steve Purdy, ex calciatore statunitense
- 5 febbraio - Elena Radonicich, attrice italiana
- 5 febbraio - Francesco Paolo Saia, ex arbitro di calcio italiano
- 5 febbraio - Olga Šapoval, modella e attrice ucraina
- 5 febbraio - Tatiana Silva, modella belga
- 5 febbraio - Zack Wright, ex cestista statunitense
- 6 febbraio - Andrés Arauz, politico e economista ecuadoriano
- 6 febbraio - Lamin Colley, ex calciatore gambiano
- 6 febbraio - Fallulah, cantautrice danese
- 6 febbraio - Guan Zhen, ex calciatore cinese
- 6 febbraio - Giovanni Guidi, pianista e compositore italiano
- 6 febbraio - Hiroaki Hiraoka, judoka giapponese
- 6 febbraio - Kris Humphries, ex cestista statunitense
- 6 febbraio - Joji Kato, pattinatore di velocità su ghiaccio giapponese
- 6 febbraio - Sanne Keizer, giocatrice di beach volley olandese
- 6 febbraio - Brad Knighton, ex calciatore statunitense
- 6 febbraio - Marco Marsullo, scrittore italiano
- 6 febbraio - Vitalij Minakov, artista marziale misto e judoka russo
- 6 febbraio - Nguyễn Vũ Phong, calciatore vietnamita
- 6 febbraio - Olberdam, ex calciatore brasiliano
- 6 febbraio - Prinzzess, ex attrice pornografica statunitense
- 6 febbraio - Franco Razzotti, ex calciatore argentino
- 6 febbraio - Crystal Reed, attrice statunitense
- 6 febbraio - Trygve Skaug, cantante norvegese
- 6 febbraio - Hans Tikkanen, scacchista svedese
- 6 febbraio - Yang Yu, nuotatrice cinese
- 7 febbraio - Pablo Álvarez Menéndez, ex calciatore uruguaiano
- 7 febbraio - Danilo Baron, giocatore di calcio a 5 brasiliano
- 7 febbraio - Ticão, ex calciatore brasiliano
- 7 febbraio - Mario Brkljača, ex calciatore croato
- 7 febbraio - Clara Bryant, attrice statunitense
- 7 febbraio - Des Buckingham, allenatore di calcio inglese
- 7 febbraio - Brittany Hayes, pallanuotista statunitense
- 7 febbraio - Josh Hennessy, ex hockeista su ghiaccio statunitense
- 7 febbraio - Bernard James, ex cestista statunitense
- 7 febbraio - Tomoyuki Kawabata, pistard giapponese
- 7 febbraio - Nasir Lamine, ex calciatore ghanese
- 7 febbraio - Derrick Lewis, artista marziale misto statunitense
- 7 febbraio - Li Ling, pesista cinese
- 7 febbraio - Ben Madgen, ex cestista australiano
- 7 febbraio - Tina Majorino, attrice e cantante statunitense
- 7 febbraio - Christophe Mandanne, calciatore francese
- 7 febbraio - David Rocha, allenatore di calcio e ex calciatore spagnolo
- 7 febbraio - Tegan Moss, attrice canadese
- 7 febbraio - Leuterīs Nikolaou-Alavanos, politico greco
- 7 febbraio - Christian Reichert, nuotatore tedesco
- 7 febbraio - Melissa Wiik, calciatrice norvegese
- 7 febbraio - William Ribeiro Soares, calciatore brasiliano
- 7 febbraio - Deborah Ann Woll, attrice statunitense
- 8 febbraio - Habib Baldé, ex calciatore francese
- 8 febbraio - Petra Cetkovská, ex tennista ceca
- 8 febbraio - Christine Chatelain, attrice canadese
- 8 febbraio - Dario Chiazzolino, chitarrista, compositore e arrangiatore italiano
- 8 febbraio - Marin Con, ex calciatore croato
- 8 febbraio - Vangelis Delakas, ex pallanuotista greco
- 8 febbraio - Adam Dennis, allenatore di hockey su ghiaccio e ex hockeista su ghiaccio canadese
- 8 febbraio - Jaba Dvali, ex calciatore georgiano
- 8 febbraio - Thomas Gardner, ex cestista statunitense
- 8 febbraio - Maria Karlsson, ex calciatrice svedese
- 8 febbraio - Sophie Lamon, schermitrice svizzera
- 8 febbraio - Aleksandar Petrović, allenatore di calcio e ex calciatore serbo
- 8 febbraio - Brian Randle, ex cestista e allenatore di pallacanestro statunitense
- 8 febbraio - Wang Yeu-tzuoo, ex tennista taiwanese
- 9 febbraio - Jérémy Choplin, calciatore francese
- 9 febbraio - Nigel Dawes, hockeista su ghiaccio canadese
- 9 febbraio - Valerio Foglio, allenatore di calcio e ex calciatore italiano
- 9 febbraio - David Gallagher, attore statunitense
- 9 febbraio - Alberto García Cabrera, ex calciatore spagnolo
- 9 febbraio - Leandro Grimi, ex calciatore argentino
- 9 febbraio - Luis Miguel Hernández, calciatore salvadoregno
- 9 febbraio - Tommy Hill, pilota motociclistico britannico
- 9 febbraio - Dejan Luković, ex cestista serbo
- 9 febbraio - Marcin Możdżonek, pallavolista polacco
- 9 febbraio - Gabe Norwood, cestista statunitense
- 9 febbraio - Eleandro Pema, ex calciatore albanese
- 9 febbraio - Daniel Peruzzo, ex hockeista su ghiaccio e preparatore atletico italiano
- 9 febbraio - Tadhg Purcell, calciatore irlandese
- 9 febbraio - Behrang Safari, ex calciatore iraniano
- 9 febbraio - Seo Ji-hun, videogiocatore sudcoreano
- 9 febbraio - Shao Tingting, ex cestista cinese
- 9 febbraio - Ismaïl Sillach, pugile ucraino
- 9 febbraio - Vladimir Škljarov, ballerino russo († 2024)
- 9 febbraio - Emiliano Veliaj, ex calciatore albanese
- 9 febbraio - Maksim Žaŭnerčyk, ex calciatore bielorusso
- 10 febbraio - Alessandro Baccini, regista e attore italiano
- 10 febbraio - Óscar Brayson, judoka cubano
- 10 febbraio - Aleksandr Budakov, ex calciatore russo
- 10 febbraio - Leon Clarke, ex calciatore inglese
- 10 febbraio - Fabio Fanuli, ex pallavolista italiano
- 10 febbraio - Cosmin Frăsinescu, ex calciatore rumeno
- 10 febbraio - Miroslav Gradinarov, pallavolista bulgaro
- 10 febbraio - Selçuk İnan, allenatore di calcio e ex calciatore turco
- 10 febbraio - Willian Lanes de Lima, ex calciatore brasiliano
- 10 febbraio - Jonas Mačiulis, ex cestista lituano
- 10 febbraio - Paul Millsap, ex cestista statunitense
- 10 febbraio - Dario Minieri, giocatore di poker italiano
- 10 febbraio - Isaiah Swann, ex cestista statunitense
- 10 febbraio - Lidia Valentín, sollevatrice spagnola
- 11 febbraio - Matteo Astarita, pallanuotista italiano
- 11 febbraio - William Beckett, cantante e musicista statunitense
- 11 febbraio - Luka Bogdanović, ex cestista serbo
- 11 febbraio - Sarah Butler, attrice statunitense
- 11 febbraio - Roy Contout, calciatore francese
- 11 febbraio - Casey Dellacqua, allenatrice di tennis e ex tennista australiana
- 11 febbraio - Carola Insolera, supermodella e attrice norvegese
- 11 febbraio - Marianna Iorio, politica italiana
- 11 febbraio - Liridon Leci, ex calciatore albanese
- 11 febbraio - Erick Norales, ex calciatore honduregno
- 11 febbraio - Abu Obaida, militare palestinese
- 11 febbraio - Sébastien Pourcel, pilota motociclistico francese
- 11 febbraio - Líber Quiñones, ex calciatore uruguaiano
- 11 febbraio - Adriana Reverón, modella spagnola
- 11 febbraio - Mike Richards, hockeista su ghiaccio canadese
- 11 febbraio - Mirko Selvaggi, ex ciclista su strada italiano
- 11 febbraio - Šárka Záhrobská, ex sciatrice alpina ceca
- 12 febbraio - Saskia Burmeister, attrice australiana
- 12 febbraio - Matheus Ferraz, ex calciatore brasiliano
- 12 febbraio - Hoàng Anh Tuấn, sollevatore vietnamita
- 12 febbraio - Leandro Montera da Silva, ex calciatore brasiliano
- 12 febbraio - Josphat Ndambiri, mezzofondista e maratoneta keniota
- 12 febbraio - Konstantin Puškarëv, hockeista su ghiaccio kazako
- 12 febbraio - Dritan Smajlaj, ex calciatore albanese
- 12 febbraio - Przemysław Stańczyk, nuotatore polacco
- 12 febbraio - Róbert Zeher, calciatore slovacco
- 13 febbraio - Mayra Andrade, cantante capoverdiana
- 13 febbraio - Natalia Brussa, ex pallavolista argentina
- 13 febbraio - Iván Carril, ex calciatore spagnolo
- 13 febbraio - Dan Coleman, ex cestista statunitense
- 13 febbraio - Courtney Dauwalter, ultramaratoneta statunitense
- 13 febbraio - Somdev Devvarman, ex tennista indiano
- 13 febbraio - Mathias Eikenes, calciatore norvegese
- 13 febbraio - Ferdi Elmas, ex calciatore turco
- 13 febbraio - J.R. Giddens, ex cestista statunitense
- 13 febbraio - Bruno Herrero Arias, ex calciatore spagnolo
- 13 febbraio - Hedwiges Maduro, allenatore di calcio e ex calciatore olandese
- 13 febbraio - Oleksandr Maksymov, ex calciatore ucraino
- 13 febbraio - Torrell Martin, ex cestista statunitense
- 13 febbraio - Jimmy McNulty, allenatore di calcio e ex calciatore scozzese
- 13 febbraio - Bridget Neval, attrice australiana
- 13 febbraio - David Padgett, ex cestista, allenatore di pallacanestro e dirigente sportivo statunitense
- 13 febbraio - Romeu Pereira dos Santos, ex calciatore brasiliano
- 13 febbraio - Michal Pávek, calciatore ceco
- 13 febbraio - David Ribolleda, ex calciatore andorrano
- 13 febbraio - Owen Schmitt, ex giocatore di football americano statunitense
- 13 febbraio - Alexandros Tziolīs, ex calciatore greco
- 13 febbraio - Tristan Vauclair, hockeista su ghiaccio svizzero
- 14 febbraio - Karima Adebibe, modella e attrice britannica
- 14 febbraio - Charles, ex calciatore brasiliano
- 14 febbraio - Tyler Clippard, ex giocatore di baseball statunitense
- 14 febbraio - Emmerik De Vriese, calciatore belga
- 14 febbraio - Jurema Ferraz, modella angolana
- 14 febbraio - Christoph Janker, ex calciatore tedesco
- 14 febbraio - Jake Lacy, attore statunitense
- 14 febbraio - Anders Lund, ex ciclista su strada danese
- 14 febbraio - Adolfo Machado, ex calciatore panamense
- 14 febbraio - Francesca Mariani, ex cestista italiana
- 14 febbraio - Maycon Vieira de Freitas, ex calciatore brasiliano
- 14 febbraio - Havana Brown, disc jockey, produttrice discografica e cantante australiana
- 14 febbraio - Marcos Mondaini, ex calciatore argentino
- 14 febbraio - Natal'ja Rudakova, attrice russa
- 14 febbraio - Sergej Samodin, ex calciatore russo
- 14 febbraio - Philippe Senderos, dirigente sportivo e ex calciatore svizzero
- 14 febbraio - Aleksandr Volkov, pallavolista russo
- 14 febbraio - Julian Weinberger, arbitro di calcio austriaco
- 15 febbraio - Tezeta Abraham, attrice e modella etiope
- 15 febbraio - Liberman Agámez, pallavolista colombiano
- 15 febbraio - Cézar Ferreira, artista marziale misto brasiliano
- 15 febbraio - Juan Fischer, ex calciatore argentino
- 15 febbraio - Elīna Galilējava, ex cestista lettone
- 15 febbraio - Dīmītrīs Kalaitzidīs, cestista greco
- 15 febbraio - Serkan Kırıntılı, ex calciatore turco
- 15 febbraio - Natalie Morales, attrice statunitense
- 15 febbraio - Cheick N'Diaye, calciatore senegalese
- 15 febbraio - Maiko Nakaoka, ex calciatrice giapponese
- 15 febbraio - Tommaso Rinaldi, ex cestista italiano
- 15 febbraio - Konstantin Shumov, pallavolista russo
- 15 febbraio - Gøril Snorroeggen, ex pallamanista norvegese
- 15 febbraio - Víctor Tomás, ex pallamanista spagnolo
- 16 febbraio - Khaled Al-Qahtani, calciatore kuwaitiano
- 16 febbraio - Simon Francis, ex calciatore inglese
- 16 febbraio - Larry Grant, giocatore di football americano statunitense
- 16 febbraio - Brana Ilić, calciatore serbo
- 16 febbraio - Kim Jin-kyu, ex calciatore sudcoreano
- 16 febbraio - Blumio, rapper tedesco
- 16 febbraio - Guillaume Le Floch, ciclista su strada francese
- 16 febbraio - Kara Lindsay, attrice e cantante statunitense
- 16 febbraio - Fabio Piscopiello, ex ciclista su strada italiano
- 16 febbraio - Song Yoo-geol, ex calciatore sudcoreano
- 16 febbraio - Lorenzo Sotomayor, pugile cubano
- 16 febbraio - Brahim Taleb, siepista marocchino
- 16 febbraio - Ron Vlaar, ex calciatore olandese
- 16 febbraio - Teeratep Winothai, calciatore thailandese
- 16 febbraio - Juliano Laurentino dos Santos, ex calciatore brasiliano
- 17 febbraio - Pape-Philippe Amagou, ex cestista francese
- 17 febbraio - Marcos Benítez, giocatore di calcio a 5 paraguaiano
- 17 febbraio - Mario Bolatti, ex calciatore argentino
- 17 febbraio - Sergio Carrasco, ex ciclista su strada spagnolo
- 17 febbraio - Anne Curtis, attrice, conduttrice televisiva e cantante filippina
- 17 febbraio - Enrica Guidi, attrice italiana
- 17 febbraio - Idong Ibok, ex cestista nigeriano
- 17 febbraio - Anders Jacobsen, ex saltatore con gli sci norvegese
- 17 febbraio - Anthony Laffor, ex calciatore liberiano
- 17 febbraio - Iulian Mamele, ex calciatore rumeno
- 17 febbraio - Amy Rodriguez, allenatrice di calcio e ex calciatrice statunitense
- 17 febbraio - Jackson Stewart, regista e sceneggiatore statunitense
- 17 febbraio - Ion Vélez, ex calciatore spagnolo
- 18 febbraio - Amélie Caze, pentatleta francese
- 18 febbraio - Laia Costa, attrice spagnola
- 18 febbraio - Arianna Criscione, calciatrice statunitense
- 18 febbraio - Drissa Diakité, calciatore maliano
- 18 febbraio - Jos van Emden, ex ciclista su strada olandese
- 18 febbraio - Anton Ferdinand, ex calciatore inglese
- 18 febbraio - Johan Fransson, hockeista su ghiaccio svedese
- 18 febbraio - Juan González-Vigil, calciatore peruviano
- 18 febbraio - Chelsea Hobbs, attrice canadese
- 18 febbraio - Fredrik Høgaas, ex giocatore di calcio a 5 e ex calciatore norvegese
- 18 febbraio - Jonathan Holland, giocatore di football americano statunitense
- 18 febbraio - Perianne Jones, ex fondista canadese
- 18 febbraio - Todd Lasance, attore australiano
- 18 febbraio - Valeria Magrini, calciatrice italiana
- 18 febbraio - Drew Naymick, ex cestista statunitense
- 18 febbraio - Brad Newley, cestista australiano
- 18 febbraio - Park Sung-hoon, attore sudcoreano
- 18 febbraio - Fabio Sabatini, ex ciclista su strada italiano
- 18 febbraio - Cristiano Salerno, ex ciclista su strada e mountain biker italiano
- 18 febbraio - Song Jae-rim, attore e modello sudcoreano († 2024)
- 18 febbraio - Luca Verdini, pilota motociclistico italiano
- 18 febbraio - Merter Yüce, ex calciatore turco
- 18 febbraio - Semën Čudin, danzatore russo
- 19 febbraio - Dennis Cagara, ex calciatore danese
- 19 febbraio - Haylie Duff, attrice, cantautrice e personaggio televisivo statunitense
- 19 febbraio - Oleksandr Ivaščenko, ex calciatore ucraino
- 19 febbraio - Dan Joye, ex slittinista statunitense
- 19 febbraio - Arielle Kebbel, attrice e modella statunitense
- 19 febbraio - Marko Lekić, ex cestista serbo
- 19 febbraio - Marc McCarroll, tennista britannico
- 19 febbraio - Kosta Perović, ex cestista serbo
- 19 febbraio - Sławomir Peszko, allenatore di calcio e ex calciatore polacco
- 19 febbraio - Milovan Raković, ex cestista serbo
- 19 febbraio - Cristian Sosa, calciatore uruguaiano
- 19 febbraio - Violeta Urtizberea, attrice argentina
- 19 febbraio - Jelle Vanendert, ex ciclista su strada belga
- 20 febbraio - Petter Andersson, ex calciatore svedese
- 20 febbraio - Ihor Jaroslavovyč Chudob"jak, calciatore ucraino
- 20 febbraio - Killian Dain, wrestler britannico
- 20 febbraio - Sergio Festa, ex hockeista su pista e allenatore di hockey su pista italiano
- 20 febbraio - Michele Franco, dirigente sportivo e ex calciatore italiano
- 20 febbraio - Alex King, ex cestista tedesco
- 20 febbraio - Kamel Larbi, calciatore algerino
- 20 febbraio - Pascal Maier, ex giocatore di football americano e allenatore di football americano tedesco
- 20 febbraio - Mario Nowak, ex giocatore di football americano e allenatore di football americano tedesco
- 20 febbraio - Alan O'Brien, ex calciatore irlandese
- 20 febbraio - Michael Oliver, arbitro di calcio britannico
- 20 febbraio - Jake Richardson, attore statunitense
- 20 febbraio - Martin Toft Madsen, ciclista su strada danese
- 20 febbraio - Julia Volkova, cantante e attrice russa
- 21 febbraio - Orjad Beqiri, ex calciatore albanese
- 21 febbraio - Massimo Colaci, pallavolista italiano
- 21 febbraio - Crimson, wrestler statunitense
- 21 febbraio - Antoine Devaux, ex calciatore francese
- 21 febbraio - Vlastimil Hrubý, calciatore ceco
- 21 febbraio - Svetlana Krjučkova, pallavolista russa
- 21 febbraio - Damián Luna, ex calciatore argentino
- 21 febbraio - Gianluca Maggiore, ex ciclista su strada italiano
- 21 febbraio - Dada Masilo, ballerina e coreografa sudafricana († 2024)
- 21 febbraio - Christian Meier, ex ciclista su strada canadese
- 21 febbraio - Dame N'Doye, ex calciatore senegalese
- 21 febbraio - Tony Rayapin, ex giocatore di football americano francese
- 21 febbraio - Jenna Rubino, ex cestista statunitense
- 21 febbraio - Giōrgos Samaras, dirigente sportivo e ex calciatore greco
- 21 febbraio - Andre Smith, ex cestista statunitense
- 21 febbraio - Martin Velits, ex ciclista su strada slovacco
- 21 febbraio - Peter Velits, ex ciclista su strada slovacco
- 21 febbraio - Gabriel Wikström, politico svedese
- 22 febbraio - Iven Austbø, ex calciatore norvegese
- 22 febbraio - Marius Bako, ex calciatore francese
- 22 febbraio - Toddla T, cantautore, disc jockey e produttore discografico britannico
- 22 febbraio - Hameur Bouazza, ex calciatore francese
- 22 febbraio - Bombayla Devi Laishram, ex arciera indiana
- 22 febbraio - Igor Đurić, ex calciatore serbo
- 22 febbraio - José Fuenzalida, ex calciatore cileno
- 22 febbraio - Ryōma Hagiyama, ex giocatore di football americano giapponese
- 22 febbraio - Ross Hutchins, allenatore di tennis e ex tennista britannico
- 22 febbraio - Darina Johnová, ex cestista ceca
- 22 febbraio - Filip Marčić, calciatore croato
- 22 febbraio - Giōrgos Printezīs, ex cestista greco
- 22 febbraio - Larissa Riquelme, modella, personaggio televisivo e attrice paraguaiana
- 22 febbraio - Valero Rivera Folch, pallamanista spagnolo
- 22 febbraio - Zach Roerig, attore statunitense
- 22 febbraio - Thomas Rüfenacht, ex hockeista su ghiaccio svizzero
- 22 febbraio - Luca Santolini, politico sammarinese
- 22 febbraio - Erlend Storesund, ex calciatore norvegese
- 22 febbraio - Sebastián Tagliabúe, ex calciatore argentino
- 22 febbraio - Fernando Velasco, giocatore di football americano statunitense
- 22 febbraio - João Paulo da Silva, calciatore brasiliano
- 23 febbraio - Ahmed Mubarak Al-Mahaijri, calciatore omanita
- 23 febbraio - Yunus Çankaya, cestista turco
- 23 febbraio - Marco Cardillo, cestista italiano
- 23 febbraio - Francisco Carrazana, ex calciatore cubano
- 23 febbraio - Issa Cissokho, ex calciatore francese
- 23 febbraio - Ephraim Ellis, attore canadese
- 23 febbraio - Felizarda Jorge, cestista angolana
- 23 febbraio - Ekaterina Jurlova, biatleta russa
- 23 febbraio - Samuel Kiprono Chelanga, mezzofondista e maratoneta keniota
- 23 febbraio - Konstantin Kravčuk, tennista russo
- 23 febbraio - Brandon Pettigrew, giocatore di football americano statunitense
- 23 febbraio - Hendry Thomas, ex calciatore honduregno
- 23 febbraio - Izabela Żebrowska, ex pallavolista polacca
- 24 febbraio - Rubén Albés, allenatore di calcio spagnolo
- 24 febbraio - Gwen Araujo, statunitense († 2002)
- 24 febbraio - Fabian Hertner, orientista svizzero
- 24 febbraio - Oleksandr Jacenko, ex calciatore ucraino
- 24 febbraio - William Kvist, ex calciatore danese
- 24 febbraio - Andrew Oyombe, ex calciatore keniota
- 24 febbraio - Serena Patu, calciatrice italiana
- 24 febbraio - Keith Simmons, ex cestista statunitense
- 25 febbraio - Nauzet Alemán, ex calciatore spagnolo
- 25 febbraio - Giorgia Denti, allenatrice di ginnastica e ex ginnasta italiana
- 25 febbraio - Erion Dushku, ex calciatore albanese
- 25 febbraio - Sergi Fernández, hockeista su pista spagnolo
- 25 febbraio - Gary Forbes, ex cestista panamense
- 25 febbraio - Alexander Huber, ex calciatore tagiko
- 25 febbraio - Yousif Jaber, ex calciatore emiratino
- 25 febbraio - Daine Klate, ex calciatore sudafricano
- 25 febbraio - Abraham Kudemor, ex calciatore ghanese
- 25 febbraio - Camille Lecointre, velista francese
- 25 febbraio - Lü Zheng, calciatore cinese
- 25 febbraio - Jundy Maraon, pugile filippino
- 25 febbraio - Valentino Maxwell, ex cestista statunitense
- 25 febbraio - Joakim Noah, ex cestista francese
- 25 febbraio - Jackson Rodríguez, ciclista su strada venezuelano
- 25 febbraio - Carlos Santos de Jesus, calciatore brasiliano
- 25 febbraio - Roberta Scuderi, pallanuotista italiana
- 26 febbraio - Gee Atherton, mountain biker britannico
- 26 febbraio - Fahad Awadh, calciatore kuwaitiano
- 26 febbraio - Shiloh Fernandez, attore statunitense
- 26 febbraio - Miki Fujimoto, cantante, attrice e modella giapponese
- 26 febbraio - Josip Fuček, calciatore croato
- 26 febbraio - Bastien Geiger, calciatore svizzero
- 26 febbraio - Nikola Ilić, cestista serbo († 2012)
- 26 febbraio - Iwo Kitzinger, ex cestista polacco
- 26 febbraio - Santiago Korovsky, attore, regista e sceneggiatore argentino
- 26 febbraio - Fernando Llorente, ex calciatore spagnolo
- 26 febbraio - Carolin Nytra, ostacolista tedesca
- 26 febbraio - Sanya Richards-Ross, ex velocista statunitense
- 26 febbraio - Mike Robertson, ex snowboarder canadese
- 26 febbraio - Matthew Sadler, allenatore di calcio e ex calciatore inglese
- 26 febbraio - Torey Thomas, ex cestista statunitense
- 26 febbraio - Josh Wagenaar, ex calciatore canadese
- 26 febbraio - Leandro dos Santos de Jesus, ex calciatore brasiliano
- 27 febbraio - Faouzi Mubarak Aaish, ex calciatore marocchino
- 27 febbraio - Asami Abe, cantante giapponese
- 27 febbraio - Otman Bakkal, ex calciatore olandese
- 27 febbraio - Dinijar Biljaletdinov, ex calciatore russo
- 27 febbraio - Braydon Coburn, hockeista su ghiaccio canadese
- 27 febbraio - Eduardo Cruz, musicista e cantante spagnolo
- 27 febbraio - Emma Healey, scrittrice britannica
- 27 febbraio - Vladislav Kulik, ex calciatore russo
- 27 febbraio - Joan Lascorz, pilota automobilistico e pilota motociclistico spagnolo
- 27 febbraio - Nicole Linkletter, modella statunitense
- 27 febbraio - Mirella Liuzzi, politica italiana
- 27 febbraio - Roberto Santamaría Ciprián, ex calciatore spagnolo
- 27 febbraio - Dustin Schneider, ex pallavolista canadese
- 27 febbraio - Seo Hyun-jin, attrice e cantante sudcoreana
- 27 febbraio - Thiago Neves, ex calciatore brasiliano
- 27 febbraio - Jennifer Wester, danzatrice su ghiaccio statunitense
- 27 febbraio - Désirée von Delft, attrice tedesca
- 28 febbraio - Baek Ji-hoon, ex calciatore sudcoreano
- 28 febbraio - Fabien Camus, ex calciatore francese
- 28 febbraio - Ben Carlson, pilota motociclistico statunitense
- 28 febbraio - Víctor Casadesús, calciatore spagnolo
- 28 febbraio - Marco Cusin, cestista italiano
- 28 febbraio - Diego Ribas da Cunha, ex calciatore brasiliano
- 28 febbraio - Fefe Dobson, cantautrice canadese
- 28 febbraio - Florent Ghisolfi, dirigente sportivo, allenatore di calcio e ex calciatore francese
- 28 febbraio - Valeria Grignano, ex cestista italiana
- 28 febbraio - Benjamin Igoe, schermidore statunitense
- 28 febbraio - Jelena Janković, ex tennista serba
- 28 febbraio - Hassan Isaac Karongo, calciatore sudanese
- 28 febbraio - Lee Kang-seok, pattinatore di velocità su ghiaccio sudcoreano
- 28 febbraio - Carla Lockhart, politica britannica
- 28 febbraio - Esther Lofgren, canottiera statunitense
- 28 febbraio - Daniela Masseroni, ex ginnasta italiana
- 28 febbraio - Martin Petersen, arbitro di calcio tedesco
- 28 febbraio - Slobodan Rajčević, giocatore di calcio a 5 serbo
- 28 febbraio - Doris Schwaiger, giocatrice di beach volley austriaca
- 28 febbraio - Charles Swini, calciatore malawiano († 2024)
- 28 febbraio - Ali Traoré, ex cestista ivoriano
- 28 febbraio - Rok Urbanc, ex saltatore con gli sci sloveno
- 28 febbraio - Jannika B, cantante finlandese